# إدغاردو ريتو
إدغاردو ريتو (بالإسبانية: Edgardo Rito)‏ هو لاعب كرة قدم فنزويلي في مركز الدفاع، ولد في 17 فبراير 1996 في Alberto Adriani Municipality ‏ في فنزويلا. لعب مع نيو يورك ريد بولز 2.

## وصلات خارجية
- إدغاردو ريتو على موقع قاعدة بيانات كرة القدم.إي يو (الإنجليزية)
- إدغاردو ريتو على موقع Soccerway.com (الإنجليزية)
- إدغاردو ريتو على موقع عالم كرة القدم.نت (الإنجليزية)